# Within You Without You
"Within You Without You" é uma canção escrita por George Harrison e lançado no álbum Sgt. Pepper's Lonely Hearts Club Band, da banda britânica The Beatles. É a única composição de Harrison no disco.

## Músicos
- George Harrison - vocal, violão, tambura e sitar
- Neil Aspinall e Buddhadev Kansara - tambura
- Natwar Soni – tabla
- Anna Joshi e Amrit Gajjar– dilruba
- Erich Gruenberg, Alan Loveday, Julien Gaillard, Paul Scherman, Ralph Elman, David Wolfsthal, Jack Rothstein e Jack Greene - violino
- Reginald Kilbey, Allen Ford e Peter Beavan - violoncelo